# Light of My Life
Light of My Life is een Amerikaans dramafilm uit 2019, geregisseerd en geschreven door Casey Affleck.

## Verhaal
In de toekomst zijn bijna alle vrouwen overleden door een mysterieuze pandemie. Een vader doet er alles aan om zijn dochter Rag te beschermen, wiens moeder ook is gestorven. Hij staat erop dat ze zich als een jongen kleedt en haar weghoudt van andere mensen. Rag heeft nog nooit een ander meisje of een andere vrouw gezien. Alleen in zijn verhaaltjes voor het slapengaan, die hij spontaan bedenkt. Rag en haar vader wonen in een tent in het bos en hij heeft rond het kleine kamp een alarmsysteem gebouwd dat bestaat uit draden en blikjes. Als de vader een gevaar voelt, verlaten ze na een ongenode bezoeker hun kamp. Ze komen een huis tegen dat er verlaten uitziet. 
Ook al lijkt dit veilig, heeft stromend water en zelfs een kinderkamer, de vader wil daar niet blijven, maar zijn dochter haalt hem over om daar te blijven. Na een bezoek aan het nabijgelegen stadje, waar je lange tijd geen jongen van deze leeftijd hebt gezien, worden vreemden zich bewust van Rag. Nadat ze door hen zijn opgezocht, vluchten Rag en haar vader naar een kerk. Ze begint zich zorgen te maken over wat er zal gebeuren als ze in de handen van vreemden valt of als haar vader sterft. Op hun verdere reis neemt de vader de auto van een jonge man die ze als lifters had mee wilde nemen. Ze rijden met de gestolen auto naar het huis waar zijn grootouders ooit woonden. 
Aangezien dit jarenlang onbewoond was, bevinden ze daar drie religieuze mannen. Rag kan een tijdje een zorgeloos, bijna normaal leven leiden. Een van de mannen realiseert zich echter al snel dat Rag echt geen jongen is. De vader bekent voor het eerst aan hem dat ze zijn dochter is. De man vertelt de vader van Rag dat er bunkers moeten zijn in New York, waar de weinige levende vrouwen zijn gehuisvest. Op een dag naderen drie vreemden het huis. De vader moet twee van de mannen doden, maar de derde overmeestert hem. Een geweerschot van zijn dochter op de aanvaller redt uiteindelijk zijn leven. Haar vader wordt echter ook geraakt door dezelfde munitie. Ze gaan naar een nabijgelegen hut waar Rag haar vader behandelt.

## Rolverdeling
| Acteur           | Personage      |
| ---------------- | -------------- |
| Casey Affleck    | Vader van Rag  |
| Anna Pniowsky    | Rag            |
| Elisabeth Moss   | Moeder van Rag |
| Tom Bower        | Tom            |
| Timothy Webber   | Lemmy          |
| Hrothgar Mathews | Calvin         |

## Achtergrond

### Productie
In september 2016 werd bevestigd dat Casey Affleck zou schrijven, regisseren en acteren in de film, terwijl Teddy Schwarzman de film zal produceren onder zijn productiemaatschappij Black Bear Pictures. In februari 2017 werd aangekondigd dat Anna Pniowsky in de film zou acteren. In augustus 2018 werd onthuld dat Elisabeth Moss zich bij de cast van de film had gevoegd. De opnames begonnen in februari 2017 in Okanagan, British Columbia. Daniel Hart componeerde de filmmuziek. De soundtrack werd op 16 augustus 2019 uitgebracht op het label Varèse Sarabande.

### Release
Light of My Life ging in première op het Internationaal filmfestival van Berlijn op 8 februari 2019. Kort daarna verwierf Saban Films distributierechten voor de film. De film werd in de Verenigde Staten uitgebracht op 9 augustus 2019.

### Ontvangst
De film ontving positieve kritieken op zowel Rotten Tomatoes waar het 81% goede reviews ontving, gebaseerd op 53 beoordelingen als op Metacritic waar het een metascore kreeg van 68/100, gebaseerd op 16 critici.